# Crystal Castles (album, 2010)
Pour les articles homonymes, voir Crystal, Crystal Castles et Castles (homonymie).
Albums de Crystal Castles
Crystal Castles
(2008) (III)
(2012)
Crystal Castles, communément appelé Crystal Castles II pour éviter la confusion avec le premier album homonyme, est le deuxième album studio du groupe de musique électronique canadien Crystal Castles. Initialement annoncé pour le  7 juin 2010, l'album est sorti le 24 mai, sur le label Fiction, en raison de la circulation illégale d'une partie des chansons sur Internet.

## Liste des titres
| No  | Titre              | Durée |
| --- | ------------------ | ----- |
| 1.  | Fainting Spells    | 2:44  |
| 2.  | Celestica          | 3:48  |
| 3.  | Doe Deer           | 1:38  |
| 4.  | Baptism            | 4:13  |
| 5.  | Year of Silence    | 4:54  |
| 6.  | Empathy            | 4:11  |
| 7.  | Suffocation        | 4:02  |
| 8.  | Violent Dreams     | 4:35  |
| 9.  | Vietnam            | 5:08  |
| 10. | Birds              | 2:31  |
| 11. | Pap Smear          | 3:43  |
| 12. | Not in Love        | 3:33  |
| 13. | Intimate           | 4:45  |
| 14. | I Am Made of Chalk | 3:09  |

## Classements
| Classement (2010)          | Meilleure position |
| -------------------------- | ------------------ |
| Australie                  | 25                 |
| Royaume-Uni                | 48                 |
| Royaume-Uni (dance)        | 8                  |
| Billboard 200              | 188                |
| U.S. Digital Albums        | 24                 |
| U.S. Top Electronic Albums | 6                  |
| U.S. Top Heatseekers       | 3                  |